# دبابة خفيفة مارك 6
كانت الدبابة الخفيفة مارك 6 (Mk VI) دبابة بريطانية خفيفة، أنتجتها شركة فيكرز أرمسترونج في أواخر الثلاثينيات، والتي شهدت الخدمة خلال الحرب العالمية الثانية .

## تاريخ التطوير

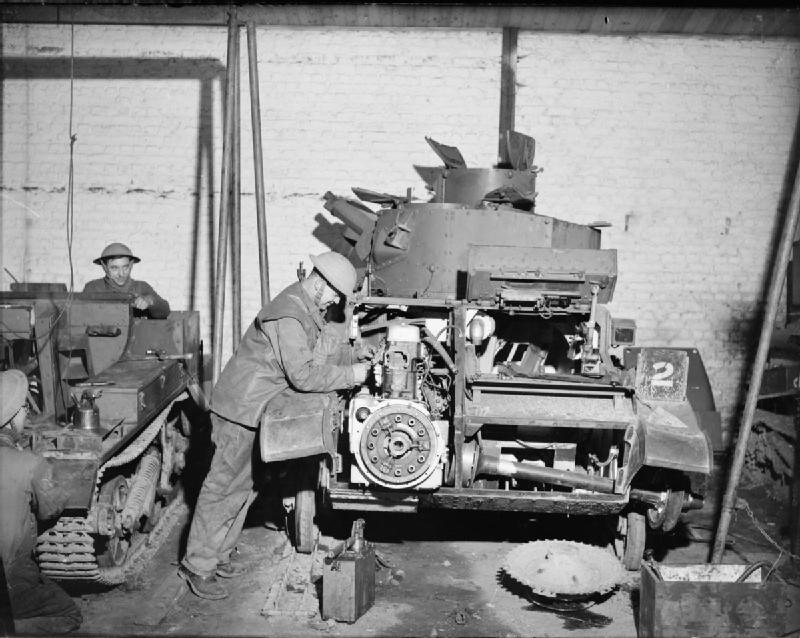
دبابة مارك ٦ تَخضع للصيانة في فرنسا 1940. يمكن رؤية موقع المحرك بجانب السائق

كانت الدبابة الخفيفة مارك ٦ هي السادسة في سلسلة الدبابات الخفيفة التي بنتها شركة فيكرز أرمسترونجس (Vickers-Armstrongs) للجيش البريطاني خلال فترة ما بين الحربين العالميتين. حققت الشركة درجة من التوَحيد القياسي مع نماذجها الخمسة السابقة، و كانت مارك ٦ مُتطابقة في اغلب النواحي. تم توسيع البرج، الذي تم توسيعه في مارك ٥ للسماح لطاقم مكون من ثلاثة أفراد بتشغيل الدبابة، لإفساح المجال في مؤخرتها لمجموعة لاسلكية. تمت زيادة وزن الدبابة إلى 10,800 رطل (4,900 كـغ)، والتي على الرغم من أنها أثقل من النماذج السابقة حسنت بالفعل خصائص المناولة، 88 حصان (66 كـو) تمت إضافة المحرك إلى النموذج لزيادة سرعته القصوى إلى 35 ميل في الساعة (56 كم/س) . كانت تَحتوي على نظام تعليق هورستمان، والذي وُجد أنه متين و موثوق ، على الرغم من حقيقة أن الدبابة كانت قصيرة بالنسبة لعرضها و أنها تَنحدر بعنف على أرض وعرة، مما جعل المدفعية الدقيقة أثناء التحرك صعبة للغاية.  كان لدى مارك ٦ طاقم مكون من ثلاثة أفراد يتألف من سائق ومدفعي وقائد ، والذين عملوا أيضًا كمشغل لاسلكي ، بين 4 مليمتر (0.16 بوصة) و 14 مليمتر (0.55 بوصة) من الدروع ، التي يمكن أن تقاوم طلقات البندقية و الرشاشات، ويتكون تسليحها من مدفع رشاش فيكرز واحد مبرد بالماء 303 بوصة (7.7 ملم) ومدفع رشاش فيكرز 50 بوصة (12.7 ملم) . 

## الصور

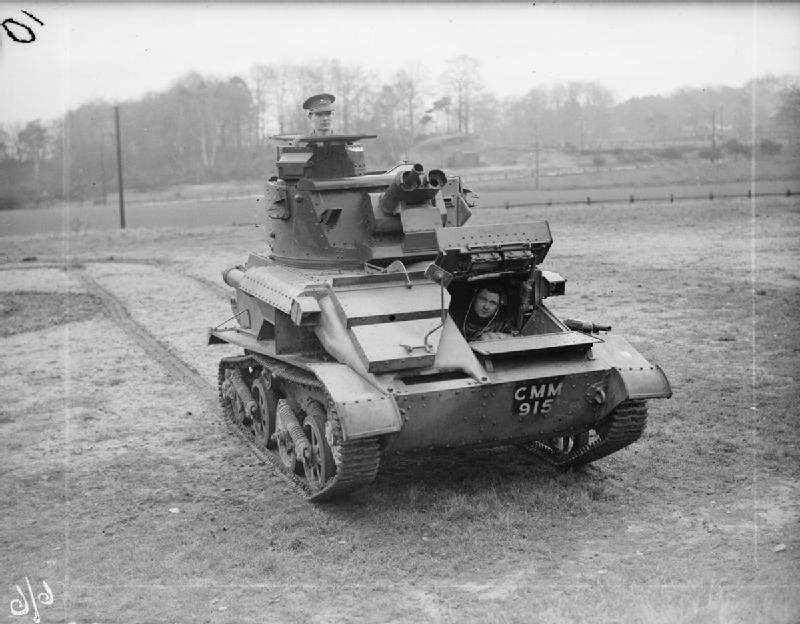
الدبابة الخفيفة Mk.VIA من فرسان الملك الثالث.
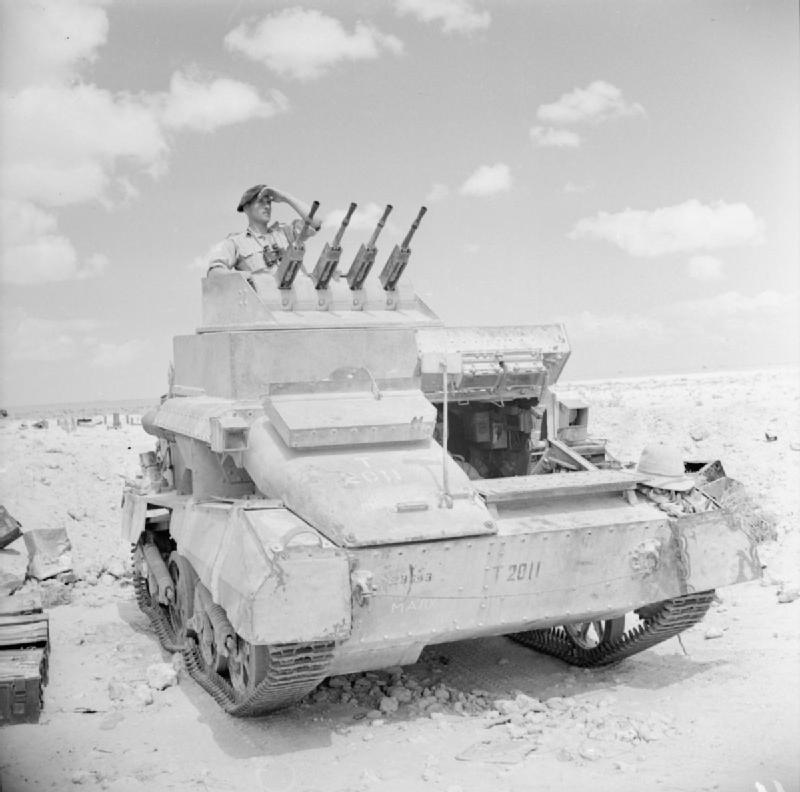
دبابة خفيفة AA Mk I.
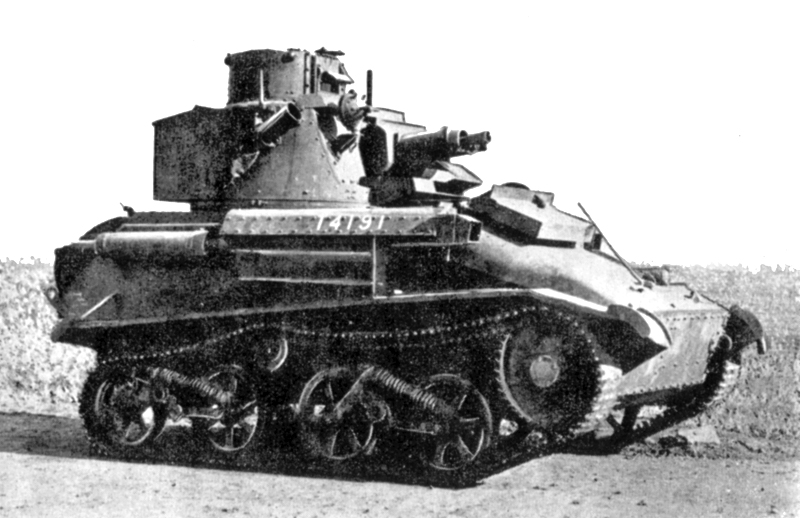
دبابة خفيفة مك فيب
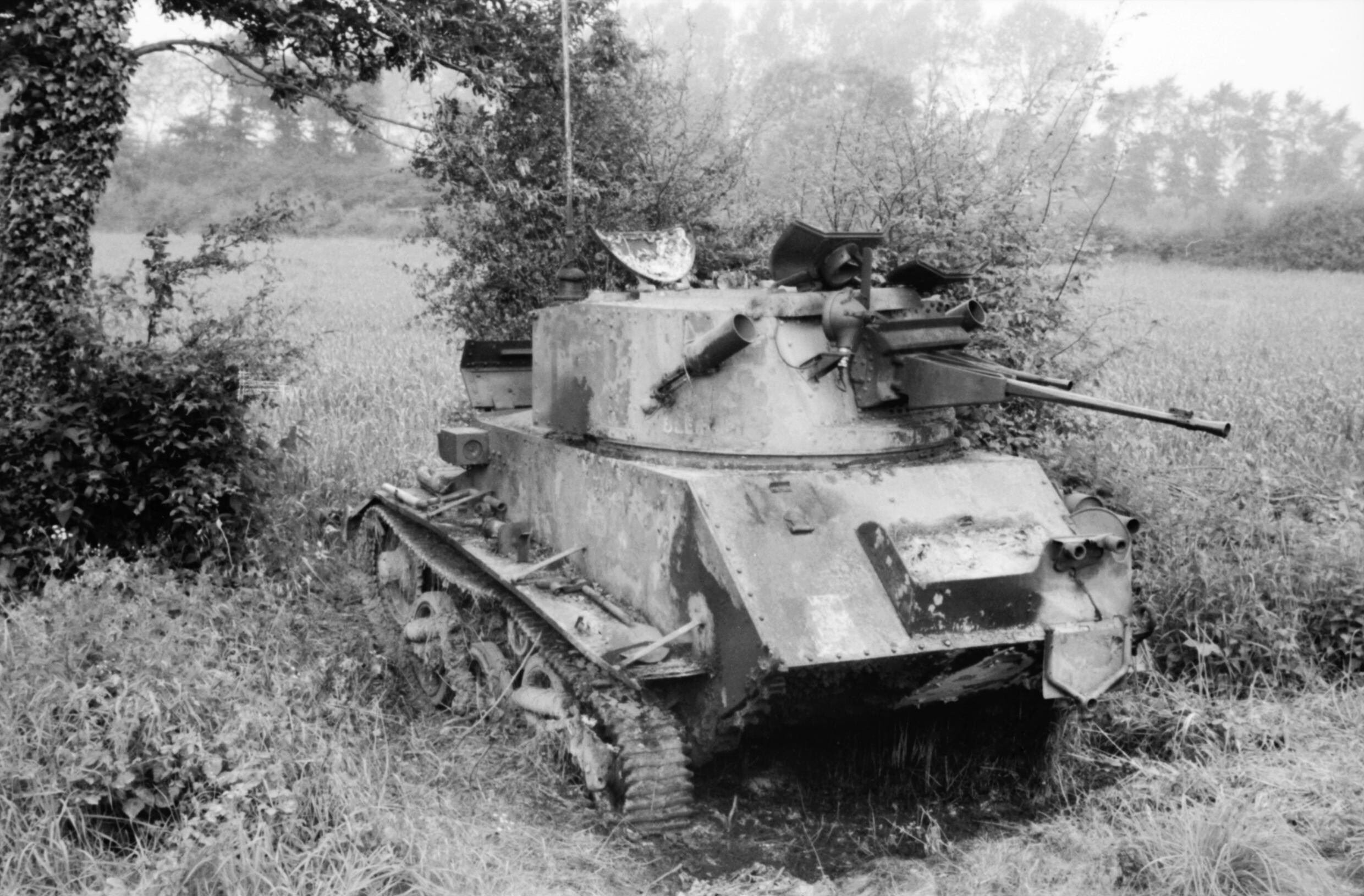
دبابة فايكر خلال اشتباك في 27 مايو 1940 في قطاع السوم.
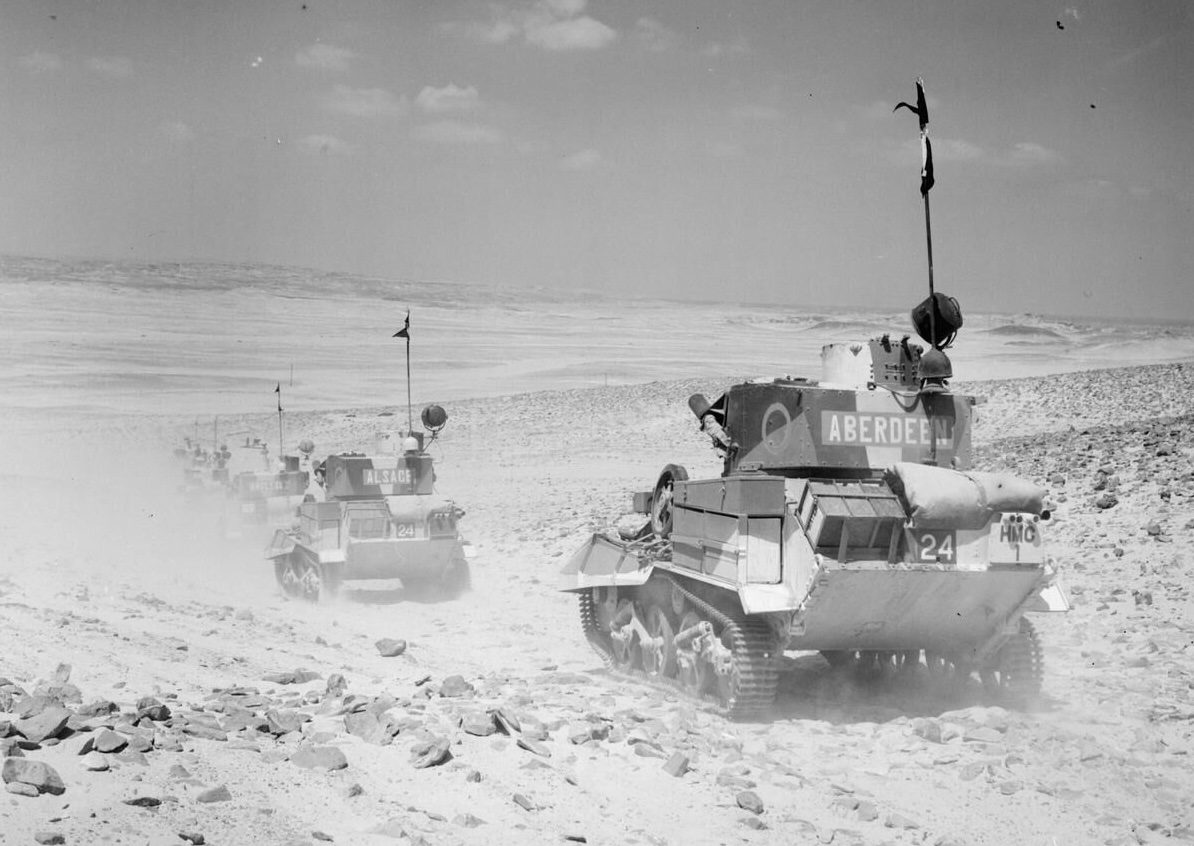
الألمانية [[10.5 cm leFH 16 Geschützwagen Mk VI 736 (e)|
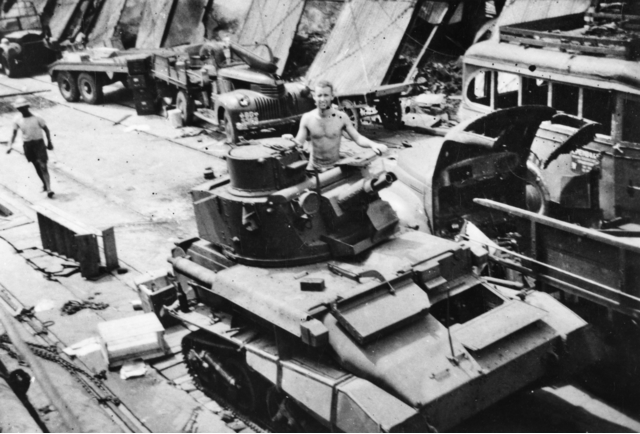
دبابة خفيفة من سرب دبابات خفيفة من فرسان الملك 3 الخاصة, أوستهافن, سومطرة, جزر الهند الشرقية الهولندية. حوالي. 1942
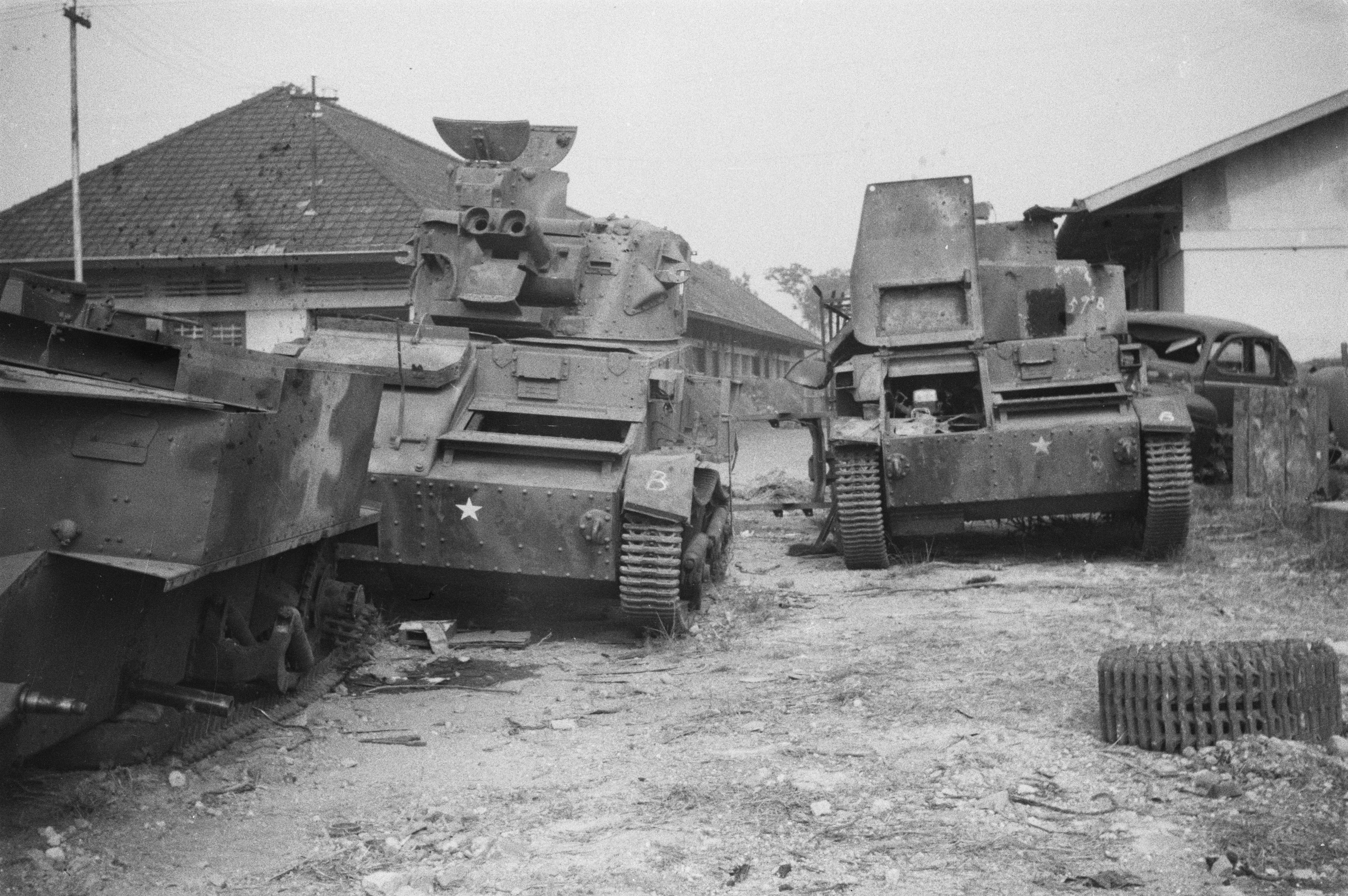
اثنين من الدبابات الخفيفة . تم الإستيلاء عليها من قبل الجيش الإمبراطوري الياباني في ورشة عمل في باندونغ, 1946